# 坂ノ上茜
坂ノ上 茜（さかのうえ あかね、1995年12月5日 - ）は、日本の女優。熊本県熊本市出身。アミューズを経て、FORYOU所属（2025年5月から）。

## 来歴
2009年6月21日、「アミューズ全国オーディション2009 THE PUSH!マン」で応募者31,514人の中からファイナリスト13人に選ばれ、俳優・ルックス部門賞を受賞。
ミュージック・ビデオへの出演を経て、2015年に特撮テレビドラマ『ウルトラマンX』（テレビ東京）で女優として本格デビューした。
2021年2月12日にはファースト写真集『あかねいろ』（光文社）を発売。
2023年2月、熊本城マラソンにゲストランナーとして参加し、4月23日には熊本市親善大使に就任した。同年5月には舞台『エヴァンゲリオン ビヨンド』のメインキャストの1人に抜擢され、作品に参加した。
2025年4月30日、13歳から16年間所属していたアミューズを退所。5月1日から「FORYOU」に移籍した。

## 人物
- 特技は新体操・バトントワリング[10]。その身体能力を生かし、『ウルトラマンX』では生身のアクションを披露[11]、監督の田口清隆や坂本浩一からの評価を得ている[12]。
- 好きな食べ物はお肉、嫌いな食べ物は苦いもの[13][14]。
- 『ウルトラマンX』の撮影時点では運転免許を取得していなかったため、車輌を運転するシーンはすべて吹き替えとなっている[2]。
- 現在でも『ウルトラマンX』のスタッフ・キャストとは定期的に会っている[13]。
- 憧れ・尊敬している人は木村文乃、満島ひかり、蒼井優[14]。
- 大好きな女優に吉岡里帆の名前を挙げている。坂ノ上は主演映画『ぬけろ、メビウス!!』に関するインタビューの中で「（映画「見えない目撃者」の現場において）なじめるかどうか心配しながら控室に入ったら吉岡さんが最初に『茜さん、よろしくお願いします』と名前を呼んでくださって、すごく安心しました。それがいまだに忘れられなくて。それからずっと吉岡さんが大好きです。」と話している[15]。
- 2018年3月に大学を卒業した[16]。出身高校は熊本県立第一高等学校[17][18]。

## 出演

### テレビドラマ
- ウルトラマンX（2015年7月14日 - 12月22日、テレビ東京） - 山瀬アスナ 役[19]
- 月曜名作劇場 税務調査官・窓際太郎の事件簿31（2016年12月12日、TBS） - 津島沙奈 役[20]
- 東京タラレバ娘 第7話（2017年3月1日、日本テレビ） - 紗英 役（北伊豆町PR動画主演）[21]
- モブサイコ100（2018年1月19日 - 4月6日、テレビ東京） - 黒崎麗 役[22]
- チア☆ダン（2018年7月13日 - 9月14日、TBS） - 樫村恵理 役[23]
- BACK STREET GIRLS -ゴクドルズ-（2019年2月18日 - 3月25日、毎日放送） - 杉原チカ 役[24]
- 恋より好きじゃ、ダメですか?（2019年4月7日 - 9月21日、中国放送） - 高槻美空 役[25]
- 監察医 朝顔（2019年7月8日 - 9月23日、フジテレビ） - 愛川江梨花 役[26][27]
  - 監察医 朝顔「特別編」（2019年9月30日）
  - 監察医 朝顔2（2020年11月2日 - 2021年3月23日）
  - 監察医 朝顔2022スペシャル（2022年9月26日）
  - 監察医 朝顔2025新春スペシャル（2025年1月3日）[28]
- 科捜研の女 season19 第15話（2019年8月29日、テレビ朝日） - 可愛ルミ 役
- TOKYO MER〜隅田川ミッション〜（2023年4月16日、TBS） - 京橋真紀 役
- セクシー田中さん（2023年10月22日 - 12月24日、日本テレビ） - 根岸沙奈 役[29]
- OZU 〜小津安二郎が描いた物語〜 最終話「青春の夢いまいづこ」（2023年12月17日、WOWOW） - 由紀 役[30]
- それぞれの孤独のグルメ 第6話・第7話（2024年11月9日・16日、テレビ東京） - 今野沙耶 役

### 映画
- 劇場版 ウルトラマンX きたぞ!われらのウルトラマン（2016年3月12日公開、松竹メディア事業部） - 山瀬アスナ 役[31][32]
- BACK STREET GIRLS -ゴクドルズ- （2019年2月8日公開、東映） - 杉原チカ 役[33]
- 渋谷シャドウ（2020年11月28日公開、セブンフィルム） - ユリカ 役[34]
- 見えない目撃者（2019年9月20日公開、東映） - 陽菜 役
- HARAJUKU～天使がくれた七日間～（2020年9月25日、アイエス・フィールド）
- きみの瞳が問いかけている（2020年10月23日、ギャガ） - 津ノ森恵子 役[35]
- 人狼ゲーム デスゲームの運営人（2020年11月13日、AMG エンタテインメント） - くるみ 役[36]
- 愛ちゃん物語♡（2022年7月29日、Atemo） - 主演・清水愛 役[37][38]
- BAD CITY（2023年1月20日、渋谷プロダクション） - 野原恵 役[39][40]
- ぬけろ、メビウス!!（2023年2月3日、SDP） - 主演・櫻川優子 役[41][42][43]
- 魔女の香水（2023年6月16日、アーク・エンタテインメント） - 鷺原美津子 役[44][45]
- 神回（2023年7月21日、東映ビデオ） - 加藤恵那 役[46]
- 違う惑星の変な恋人（2024年1月26日、SPOTTED PRODUCTIONS）[47]
- 知らないカノジョ（2025年2月28日、ギャガ）[48]
- 熊本の彼氏（2025年10月24日公開予定、STREET LABO） - 佐伯美咲 役[49]

### 舞台
- エヴァンゲリオン ビヨンド（2023年5月6日 - 28日、THEATER MILANO-Za / 6月3日・4日、まつもと市民芸術館 / 6月10日 - 6月19日、森ノ宮ピロティホール） - ヒナタ 役[9]
- 劇団papercraft 第10回公演「空夢」（2024年4月26日 - 5月6日、すみだパークシアター倉）[50]
- 試験紙プロデュース「some day」（2025年2月20日 - 26日、シアターサンモール）[51]

### テレビ番組
- 紺野、今から踊るってよ（2016年8月24日、テレビ東京）[52]
- 丸の内小町（2016年10月2日、テレビ朝日）[53]
- 王様のブランチ（2017年10月7日 - 2021年3月27日、TBS） - リポーター[13][14]
- 町中華で飲ろうぜ（2019年4月 - 2024年3月、BS-TBS） - レギュラー[54][55][56]
- 所さんの学校では教えてくれないそこんトコロ!（2019年11月8日・12月13日、テレビ東京）
- サロンdeにわか（2020年1月26日、BS朝日）
- 開局30周年記念特別番組「熊本満喫 こりゃよかバイ!」（2020年3月27日、熊本朝日放送）
- バカリズムの大人のたしなみズム（2021年4月29日、BS日テレ）
- 痛快TV スカッとジャパン（フジテレビ）
  - 第242回 《ウソみたいなホントの話》 「結婚式で万引きを告白…娘の真意とは」（2021年6月7日） - 中山理沙 役

### Webドラマ
- 蒼い夏（2019年4月16日、Nom de plume） - 主演・カオル 役[57][58]
- 【LINEドラマ】昔、好きだった人からLINEが届いた。（2020年8月4日 - 、LINE） - ハル 役[59][60]
- 私が獣になった夜（2021年7月9日、ABEMA） - 舞香 役[61]
- ヒヤマケンタロウの妊娠（2022年4月21日、Netflix）

### MV
- ULTRA TOWER 「bluebell」収録「春に残る雪」（2015年5月1日）
- THE YELLOW MONKEY 「砂の塔」（2016年10月12日）[62]
- C&K WEBドラマ『ヒカリトカゲ』（2016年10月26日 - 11月2日、全4話） - 娘 役[63]
- GACKT「SEASONS」（2017年1月4日）
- SHE'S「Tragicomedy」（2020年5月13日）
- TAK-Z「傷と光 feat.狐火」（2021年2月19日）
- ベリーグッドマン「それ以外の人生なんてありえないや」（2021年3月14日）[64]
- FUNKY MONKEY BΛBY'S 「エール」 （2021年9月22日）[65]
- He & She「MY Boo（He said）」（2022年6月15日）[66]

### CM
- パリミキ・メガネの三城 「ベルエポックへのタイムトラベル」篇（2017年）[67][68]
- 相鉄バス 「運転士募集」採用広告 イメージキャラクター[69][70]
- 三菱電機株式会社 「METoA Ginza」（2019年）
- MyRefer 「こんな人、増やしませんか?」篇（2020年）
- NTTドコモ 「d払い」 「dポイント二重ドリ」篇（2020年）
- ローソン 「パリとろブリュレ＆ふわしゅわスフレ」篇（2020年）
- ペットショップCoo&RIKU（クーアンドリク） 「クリスマス」篇（2020年）
- RPAテクノロジーズ 「BizRobo!現場」編（2021年）
- 花王「ビオレZ」「ボディシャワー シャワっちゃいな！」編（2021年）
- 小林製薬 「糸ようじ スルっと入るタイプ」 「初めてでも簡単」篇（2021年）
- 大和アセットマネジメント 「ツミレバ」 「古着屋編 part.1 ツミレバガールズ来店？」篇、「古着屋編 part.2　少額で大きくねらえる？」篇（2021年）
- スマートニュース 「朝スマニュー ニュース」篇（2021年）
- エスビー食品「町中華シーズニング」（2021年8月 - 、『町中華で飲ろうぜ』番組放送枠） - 玉袋筋太郎、高田秋と共演[71]
- ヤマエグループホールディングス「ヤマエがつなぐ。」篇（2021年10月 - ）[72]
- カーメイト ドライブレコーダー「ダクション 360D（DC4000R）」（2022年2月 - ）[73]
- ゼンショーホールディングス はま寿司 - 川口春奈、ごりちゃんと共演
  - 「大とろ祭 はまい！」編（2022年6月16日 - ）[74]
  - 「うに祭 はまい！」（2022年7月7日 - ）[75]
  - 「牡蠣祭 はまい！」編（2022年9月15日 - ）[76]
  - 「大切りまぐろはらみ＆銀鮭祭 はまい！」編（2022年10月20日 - ）[77]
- グラクソ・スミスクライン・コンシューマー・ヘルスケア・ジャパン 新コンタックEX・かぜ総合「あなたのそばに」篇 （2022年 - ）[78][79]
- 西武鉄道 乗車ポイント オフピークプラス（2023年3月20日 - ）[80]
- 東洋水産 バリうま ごぼ天うどん（2023年 - ）[81]

### ラジオ
- 坂ノ上茜のぎゃんっ!ラジオ（2021年10月7日 - 、エフエム東京)
- アッパレやってまーす!月曜日（2021年4月12日 - 、MBSラジオ）
- FMシアター「風がやむまでは」（2024年3月23日、NHK-FM） - 主演・生草揺穂 役 ※ラジオドラマ

### イヤードラマ
- 暴き屋～他人の秘密、暴きます～（2021年4月26日、NUMA） [82]
- ASMガール（2021年4月26日、NUMA） [82]
- 夢の中のメロディ（2021年6月14日、NUMA）[83]

### Web CM
- 石川樹脂工業株式会社 Plakira（プラキラ） 「結婚式篇」（2017年） - 娘 役[84][85]
- カネボウ suisai / 春篇（2018年） - 浜中 役[86]
- チューリッヒ保険 あなた専用自動車保険 チアダンス篇（2018年）[87][88]
- 広島修道大学 オープンキャンパス告知CM（2019年）[89][90]

## 書籍

### 写真集
- あかねいろ（2021年2月12日、光文社）ISBN 978-4-33-490263-6[91]
- 坂ノ上茜 グラから見るか？エモから見るか？ヤンマガデジタル写真集（2021年6月1日、講談社）

### 雑誌・新聞
- フォトテクニックデジタル2020年10月号「EXILE NESMITH ポートレート・究「P.S.」 / SESSION」（2020年9月19日、玄光社）

## ディスコグラフィ

### キャラクターソング
| 発売日        | 商品名     | 歌         | 楽曲                                                                                 | 備考                                                             |
| ------------- | ---------- | ---------- | ------------------------------------------------------------------------------------ | ---------------------------------------------------------------- |
| 2019年2月13日 | IDOL Kills | ゴクドルズ | 「恋して♡愛して♡養って♡」                                                            | テレビドラマ『BACK STREET GIRLS -ゴクドルズ-』オープニングテーマ |
| 2019年2月13日 | IDOL Kills | ゴクドルズ | 「恋のサカズキ」 「あたたかいその指」 「夢のシマへ」 「怒ってんの？」 「ありがとう」 | 映画『BACK STREET GIRLS -ゴクドルズ-』挿入歌                     |
| 2019年2月13日 | IDOL Kills | ゴクドルズ | 「ヴィーナス」                                                                       | 映画『BACK STREET GIRLS -ゴクドルズ-』エンディングテーマ         |
| 2019年2月13日 | IDOL Kills | ゴクドルズ | 「Why」 「妄想レッツGO!」 「酒と泪と男が女」 「Verbena」                             | テレビドラマ『BACK STREET GIRLS -ゴクドルズ-』エンディングテーマ |
| 2019年2月13日 | IDOL Kills | ゴクドルズ | 「ゴクドルミュージック」                                                             | テレビドラマ『BACK STREET GIRLS -ゴクドルズ-』関連曲             |

### ユニットメンバー
1. ↑  アイリ（岡本夏美）、マリ（松田るか）、チカ（坂ノ上茜）